# Red Hat Society

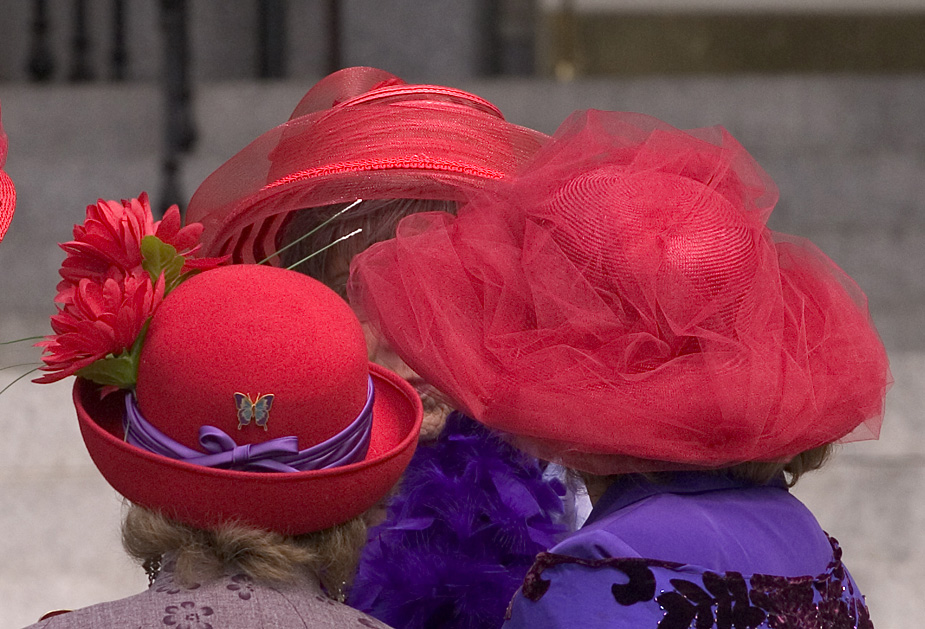
Quelques membres de la Red Hat Society coiffées comme il sied.

La Red Hat Society (RHS) est une association fondée en 1998 aux États-Unis par Sue Ellen Cooper. Elle était alors dévolue aux femmes de 50 ans et plus mais est aujourd'hui ouverte à toutes. En 2011, elle comptait plus de 40 000 chapitres aux États-Unis ainsi que dans 30 autres pays.

## Histoire
En 1997, Sue Ellen Cooper, fondatrice de la société fait cadeau à une amie, pour célébrer ses 55 ans, d'un chapeau melon de couleur rouge, acheté dans un magasin d'antiquités. Elle y adjoint une carte portant les vers du poème Warning de Jenny Joseph qui débute par:
When I am an old woman I shall wear purple

With a red hat that doesn't go and doesn't suit me.
Dont la traduction approximative est :
Quand je serai vieille, je porterai des vêtements couleur lilas

Avec un chapeau rouge qui ne me conviendra guère et ne m'ira pas.
Cooper réitère ce type de présent à plusieurs reprises, puis ses amies toutes coiffées de rouge se réunissent lors d'une tea party le 25 avril 1998.
La société s'accroit tout d'abord par le bouche à oreille avant sa consécration médiatique, en 2000, grâce au magazine Romantic Homes et au quotidien The Orange County Register.